# Conjunto transitivo
Un conjunto transitivo es un conjunto tal que cualquiera de sus elementos también es un subconjunto del propio conjunto. Formalmente A es un conjunto transitivo si tiene la siguiente propiedad:

{\displaystyle \forall B\forall x((x\in B\land B\in A)\Rightarrow x\in A)}

## Ejemplos
- El conjunto definido como:

{\displaystyle B:=\{\varnothing ,\{\varnothing \},\{\varnothing ,\{\varnothing \}\}\}}

es transitivo.
- Más en general dentro de la teoría de conjuntos ZF puede formalizarse la noción de número entero como un conjunto transitivo mediante el siguiente conjunto de definiciones recurrentes:

{\displaystyle A_{0}:=\varnothing ,\quad A_{1}:=\{\varnothing \},\quad \quad A_{2}:=\{\varnothing ,\{\varnothing \}\},\quad \dots ,\quad A_{n+1}:=A_{n}\cup \{A_{n}\}}

Por ejemplo el conjunto anteriormente definido B = A3
- Un conjunto transitivo tal que todos sus elementos son también transitivos es un conjunto llamado número ordinal.